# Isotachis armata
Isotachis armata là một loài rêu trong họ Balantiopsaceae. Loài này được Nees Gottsche mô tả khoa học đầu tiên năm 1864.